# Johann Friedrich Minssen
Johann Friedrich Minssen (* 24. Juli 1823 in Jever, Großherzogtum Oldenburg; † 20. August 1901 in Versailles/Frankreich) war ein deutscher Sprachwissenschaftler.

## Leben
Minssen wurde als Sohn des Lehrers Friedrich Bernhard Minssen (1785–1844) und dessen zweiter Ehefrau Wilhelmine geb. Peters (1800–1834) in Jever geboren. Er besuchte das dortige Mariengymnasium und studierte von 1842 bis 1845 Theologie und Philologie an den Universitäten Jena und Berlin. Das erste theologischen Examen legte er 1846 in Oldenburg ab. Da er sehr sprachbegabt war, hielt sich Minssen auf Anraten des mit ihm entfernt verwandten Heinrich Georg Ehrentraut im Sommer 1846 einige Tage auf Helgoland und dann vom 7. Oktober bis zum 22. Dezember 1846 im Saterland auf und erforschte – als Erster auf wissenschaftlicher Basis – die saterfriesische Sprache.
Im Sommer 1847 verließ Minssen Friesland, um einer Einladung eines Studienfreundes, der als Hauslehrer im Umfeld des Staatsmanns John Russell tätig war, nach England zu folgen. Auf dem Weg dorthin traf er in Brüssel einen seiner Professoren aus Jena. Dieser riet Minssen, zunächst in Paris seine Kenntnisse der französischen Sprache zu vervollkommnen, um seine Chancen für eine Anstellung als Hauslehrer zu steigern. In Paris nahm er dann die Stelle eines Hauslehrers für Deutsch in der Familie des früheren jamaikanischen Plantagenbesitzers Isaac Higgin und dessen Frau Margaret geb. Syms in Le Havre an. In dieser Stellung lernte er auch deren jüngere Tochter Margaret (1827–1913) kennen, die er am 21. April 1851 heiratete. Vermutlich deswegen gab Minssen auch die Pläne, nach England zu gehen, auf und blieb als Deutschlehrer in Frankreich. Er erwarb das Certificat d’aptitude an der Sorbonne und war danach zunächst an den Gymnasien in Limoges und Nantes tätig. 1851 erhielt er eine Stelle am Lycée Hoche in Versailles. 1863 wurde er zusätzlich Deutschlehrer an der Militärschule Saint-Cyr. 1871 wurde er französischer Staatsbürger. 1885 trat er in den Ruhestand, war aber noch bis 1898 als Hilfslehrer in Saint-Cyr tätig.
In Versailles bewohnte Minssen mit seiner Familie ein Haus in der Rue de Provence 18. Während der Waffenstillstandsverhandlungen am Ende des Deutsch-Französischen Kriegs bewohnte Otto von Bismarck im Januar 1871 das Nachbarhaus mit der Nummer 20.
Der junge Winston Churchill hielt sich 1891/92 etwa einen Monat bei Minssen in Versailles auf. Einer von Minssens Söhnen, Bernard Jules Minssen (1861–1924), war kurz zuvor als Lehrer für moderne Sprachen an die Harrow School berufen worden, an der auch Churchill unterrichtet wurde. Da gute Französisch-Kenntnisse Voraussetzung für die Aufnahme an der Royal Military Academy Sandhurst waren, nahm Bernhard Minssen Churchill über Weihnachten 1881 mit zu seinen Eltern nach Frankreich, um mit ihm an seinen Französisch-Kenntnissen zu arbeiten. Er blieb dort bis zum 18. Januar 1882.

## Werk
Die ersten Ergebnisse seiner Untersuchungen über das Saterfriesische veröffentlichte Minssen 1849 und 1854 im Friesischen Archiv und nutzte diese auch 1865 bei seiner Promotion in Jena. Einen weiteren Teil stellte Minssen Ludwig Strackerjan zur Verfügung, der diesen dann 1867 in hochdeutscher Übersetzung veröffentlichte. Weitere Teile von Minssens Aufzeichnungen galten zunächst als verschollen, wurden dann aber im 20. Jahrhundert wiedergefunden und 1965 und 1970 von der Fryske Akademy herausgegeben. Im Nachlass von Ehrentraut entdeckte man später noch mehr saterländisches Material von Minssen. 1999 veröffentlichten Pyt Kramer und Theo Griep diese Arbeiten, die geschichtliche Aufsätze, Abhandlungen zur Aussprache und Lieder enthielten.
Weiterhin übersetzte Minssen auch zahlreiche deutsche Bücher ins Französische. Er verfasste im Auftrag der französischen Regierung eine Studie über den deutschen Mittel- und Hochschulunterricht und gab zwei militärwissenschaftliche deutsch-französische Wörterbücher heraus. Für seine Verdienste wurde er in Frankreich zum Ritter (1875) und Offizier (1894) der Ehrenlegion ernannt.

## Familie
Johann Friedrich Minssen und seine Frau Margaret Syms geb. Higgin hatten sechs Söhne und zwei Töchter. Der älteste Sohn Friedrich Johann starb während des Deutsch-Französischen Krieges in Tours an einer Krankheit, mit der er sich bei der Arbeit in einem Feldlazarett angesteckt hatte.

## Veröffentlichungen
- Vergleichende Darstellung der Laut- und Flexionsverhältnisse der noch lebenden neufriesischen Mundarten und ihres Verhältnisses zum Altfriesischen. In: Friesisches Archiv, I. 1849. S. 165–276.
- Mitteilungen aus dem Saterlande. In: Friesisches Archiv, II. 1854. S. 135–227.
- Études sur l'instruc tion secondaire et supérieure en Allemagne. Paris. 1866.
- Aberglaube und Sagen aus dem Herzogthum Oldenburg. Herausgegeben von Ludwig Strackerjan. Oldenburg. 1867.
- Termes, sujets et dialogues mili taires en français et en allemand. Paris. 1873. 2. Aufl.: 1903.
- Dictionnaire des sciences militaires allemand-français. Paris. 1880.
- Mitteilungen aus dem Saterlande. Herausgegeben von Pyt Kramer und Theo Griep. 3 Bde. Leeuwarden. 1965 und 1970.